# Metalectra lappa
Metalectra lappa är en fjärilsart som beskrevs av Druce 1890. Metalectra lappa ingår i släktet Metalectra och familjen nattflyn. Inga underarter finns listade i Catalogue of Life.